# Jacobaea buschiana
Jacobaea buschiana là một loài thực vật có hoa trong họ Cúc. Loài này được (Sosn.) B.Nord. & Greuter mô tả khoa học đầu tiên năm 2006.